# سیامک ره‌پیک
سیامک ره‌پیک هواخور (زاده ۱۳۴۲ در تهران)  عضو حقوقدان شورای نگهبان، قائم‌مقام دبیر شورای نگهبان از مرداد سال ۱۳۹۹ تاکنون و عضو هیئت علمی دانشگاه علوم قضایی و خدمات اداری است. وی پیش‌تر معاون اجرایی و امور انتخابات شورای نگهبان نیز بوده‌است. در ۱۸ سپتامبر ۲۰۲۴ سیامک ره‌پیک به دلیل دخالت مستقیم در اجرای سیاست‌های سرکوبگرانه علیه زنان، دختران و اقلیت‌ها در ایران توسط دولت کانادا تحریم شد.

## سوابق
ره‌پیک اولین بار در سال ۱۳۸۹ به عضویت شورای نگهبان درآمد و پیش از آن دارای سوابقی چون ریاست دانشگاه علوم قضایی و خدمات اداری، سردبیری فصلنامه دیدگاه‌های حقوقی، مدیر مسئولی فصلنامه مطالعات راهبردی، ریاست پژوهشکده مطالعات راهبردی (که متعلق به وزارت اطلاعات می‌باشد) و ریاست مرکز تحقیقات شورای نگهبان بوده‌است. وی دارای دکترای حقوق خصوصی می‌باشد. وی مجدداً در مرداد ماه سال ۱۳۹۷، پس از درگذشت محمدرضا علیزاده، با رأی نمایندگان مجلس شورای اسلامی به‌عنوان عضو حقوقدان شورای نگهبان انتخاب شد.

## تحریم
سیامک ره‌پیک به همراه محمدحسن صادقی مقدم، از اعضای حقوقدان و سه عضو دیگر شورای نگهبان به‌دلیل جلوگیری از انتخابات آزاد در ایران در ۲۰ فوریه ۲۰۲۰ توسط وزارت خزانه‌داری آمریکا تحریم شدند.
۱۸ سپتامبر ۲۰۲۴ دولت کانادا، سیامک ره‌پیک را به‌همراه ۴ نفر دیگر از مقامات جمهوری اسلامی که مستقیما مسئول اجرای سیاست‌های سرکوبگرانه و تبعیض‌آمیز علیه زنان، دختران و اقلیت‌ها هستند، تحریم کرد. مقررات تحریم معاملات فهرست شده با این افراد را ممنوع می‌کند و دارایی‌های آنان در کانادا مسدود و طبق قانون مهاجرت کانادا هرگونه مهاجرت این افراد به کانادا ممنوع و غیر قابل پذیرش است.